# Liste der Kulturdenkmale in Drage (Nordfriesland)
In der Liste der Kulturdenkmale in Drage sind alle Kulturdenkmale der schleswig-holsteinischen Gemeinde Drage (Kreis Nordfriesland) aufgelistet (Stand: 10. März 2025).

## Legende
In den Spalten befinden sich folgende Informationen:
- Objekt-ID: die Nummer des Kulturdenkmales
- Lage: die Adresse des Kulturdenkmales und die geographischen Koordinaten. Kartenansicht, um Koordinaten zu setzen. In der Kartenansicht sind Kulturdenkmale ohne Koordinaten mit einem roten Marker dargestellt und können in der Karte gesetzt werden. Kulturdenkmale ohne Bild sind mit einem blauen Marker gekennzeichnet, Kulturdenkmale mit Bild mit einem grünen Marker.
- Offizielle Bezeichnung: Bezeichnung des Kulturdenkmales
- Beschreibung: die Beschreibung des Kulturdenkmales
- Bild: ein Bild des Kulturdenkmales

## Bauliche Anlagen
| Objekt-ID     | Lage                                         | Offizielle Bezeichnung       | Beschreibung | Bild                             |
| ------------- | -------------------------------------------- | ---------------------------- | --- | -------------------------------- |
| 447 Wikidata  | Deichweg 8 (54° 21′ 11″ N, 9° 9′ 32″ O)      | Fachhallenhaus               | Alteintragung (Aktualisierung vorgesehen) - Begründung: Alteintragung (Aktualisierung vorgesehen) - Schutzumfang: Alteintragung (Aktualisierung vorgesehen) - Denkmaltyp: Bauliche Anlage | weitere Fotos \| Fotos hochladen |
| 50699         | Deichweg 11 (54° 21′ 14″ N, 9° 9′ 29″ O)     | Fachhallenhaus               | Fachhallenhaus; um 1790; eingeschossiger Backsteinbau mit reetgedecktem Halbwalmdach, an Westseite Wohnteil mit rückwärtigem Flügel erweitert, Dielentür an Ostseite - Begründung: geschichtlich, Kulturlandschaft prägend - Schutzumfang: gesamtes Objekt - Denkmaltyp: Bauliche Anlage                                                                              | BW                               |
| 6130 Wikidata | Dorfstraße 17 (54° 21′ 18″ N, 9° 9′ 33″ O)   | Alte Schule                  | Alteintragung (Aktualisierung vorgesehen) - Begründung: geschichtlich, städtebaulich - Schutzumfang: gesamtes Objekt - Denkmaltyp: Bauliche Anlage | BW                               |
| 6132          | Mühlenweg 4 (54° 21′ 18″ N, 9° 9′ 40″ O)     | Fachhallenhaus               | Fachhallenhaus; 19. Jh.; niedriger eingeschossiger Backsteinbau unter Reetdach, östliche Schmalseite mit Grootdört, Südseite mit Zwerchgiebel über dem Eingang und gusseisernen halbrunden Stallfenstern - Begründung: geschichtlich, städtebaulich, Kulturlandschaft prägend - Schutzumfang: gesamtes Objekt - Denkmaltyp: Bauliche Anlage                           | BW                               |
| 6135 Wikidata | Westerstraße 3 (54° 21′ 24″ N, 9° 9′ 17″ O)  | Wohn- und Wirtschaftsgebäude | Alteintragung (Aktualisierung vorgesehen) - Begründung: geschichtlich, künstlerisch - Schutzumfang: gesamtes Objekt - Denkmaltyp: Bauliche Anlage | BW                               |
| 30656         | Westerstraße 25 (54° 21′ 15″ N, 9° 9′ 15″ O) | Fachhallenhaus               | Fachhallenhaus; 1806; giebelständiger, längserschlossener, eingeschossiger Ziegelbau mit Zweiständerkonstruktion und zwei Abseiten, mit steilem, reetgedecktem Walmdach und halb abgewalmtem Ostgiebel; Wirtschaftsteil 1975 zu Wohnraum umgebaut - Begründung: geschichtlich, Kulturlandschaft prägend - Schutzumfang: Fachhallenhaus, - Denkmaltyp: Bauliche Anlage | BW                               |
| 4644 Wikidata | Westerstraße 31 (54° 21′ 11″ N, 9° 9′ 15″ O) | Fachhallenhaus               | Alteintragung (Aktualisierung vorgesehen) - Begründung: Alteintragung (Aktualisierung vorgesehen) - Schutzumfang: Alteintragung (Aktualisierung vorgesehen) - Denkmaltyp: Bauliche Anlage | weitere Fotos \| Fotos hochladen |

## Quelle
- Liste der Kulturdenkmale in Schleswig-Holstein – Kreis Nordfriesland (PDF)

- Karte mit allen Koordinaten:
- OSM |
- WikiMap